# Караман (город)
Караман (Ларинда) (тур. Karaman) — город и район в центральной части Южной Турции, центр турецкой провинции (вилайята) Караман. Население — 152 450 (2000, перепись).

## История
В эпоху халколита близ Карамана существовал древний протогород, условно называемый Джанхасан.
Караман был основан в античные времена и носил название Ларинда. Во времена завоеваний Александра Македонского город был захвачен одним из его военачальников — Пердиккой. Вскоре Караман становится базой Исаврийского пиратства. Затем город был захвачен римлянами и пробыл византийским вплоть до захвата в 1070-х турками-сельджуками.
В 1190 году, во время третьего крестового похода, город был оккупирован войсками Фридриха Барбароссы. В 1256 году был переименован в Караман в честь турецкого эмира Караманоглу Мехмет Бея. В 1275 Караман становится центром турецкого эмирата (а затем и провинции) Караманидов. В 1468 город был завоёван Османской империей.